# Vin portughez

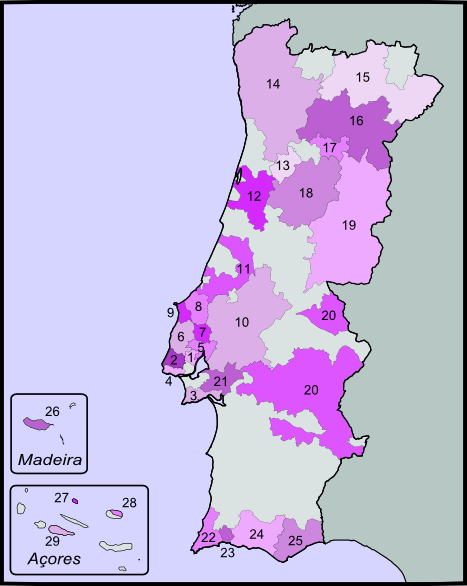
Regiunile viticole cu denumire de origine controlată din Portugalia

Vinul de Porto este o emblemă națională și timp de mulți ani a fost singurul vin (cu excepția celui de Madeira) pe care mulți l-au asociat cu Portugalia. Dar lucrurile se schimbă repede: stelele țării, vinhos verdes, și-au câștigat o binemeritată reputație și există un șir întreg de vinuri excelente disponibile. Sub reglementările Uniunii Europene, atent supravegheate de Instituto da Vinha e do Vinho (română Institutul Viilor și Vinurilor), suprafețele viticole sunt "determinate" sau "demarcate" sub inițialele VQPRD (vinuri de calitate produse în regiuni demarcate).
Regiunile viticole demarcate ale Portugaliei sunt: 

1. Bucelas DOC

2. Colares DOC

3. Setúbal DOC

4. Carcavelos DOC

5. Alenquer DOC

6. Torres Vedras DOC

7. Arruda DOC

8. Óbidos DOC

9. Lourinhã DOC

10. Ribatejo DOC

11. Encostas de Aire DOC

12. Bairrada DOC

13. Lafões IPR

14. Vinho Verde DOC

15. Trás-os-Montes DO

16. Porto DOC & Douro DOC

17. Távora-Varosa DOC

18. Dão DOC

19. Beira Interior DOC

20. Alentejo DOC
 
21. Palmela DOC

22. Lagos DOC

23. Portimão DOC

24. Lagoa DOC

25. Tavira DOC

26. Madeira DOC & Madeirense DO

27. Graciosa IPR

28. Biscoitos IPR

29. Pico IPR
Numerele de ordine corespund celor indicate pe harta alăturată. 